# 日本堤
日本堤（日语：／ Nihon-zutsumi */?）是東京都台東區的町名。現行行政地名為日本堤一丁目及日本堤二丁目。2013年8月1日為止的人口有6,134人。郵遞區號111-0021。

## 地理
位於台東區北部。町域東部鄰台東區清川，町域南部與台東區東淺草之間以日之出會通為界，町域西部與台東區千束、台東區龍泉、台東區三之輪一丁目之間以土手通為界，町域北部與荒川區南千住、台東區三之輪二丁目之間以明治通為界。
町域內商店、各種事業所、住居等混雜，東部是與大阪市釜崎、橫濱市壽町並稱日本三大人足寄場、聚集許多日雇勞動者的「山谷」一部分，有多間簡易宿所。2008年12月底為止的簡易旅館有53間。東北端是淚橋交差點，淚橋為漫畫《小拳王》的舞台。過去此地有許多皮革業工廠，現在多已移轉、休業。

## 歷史

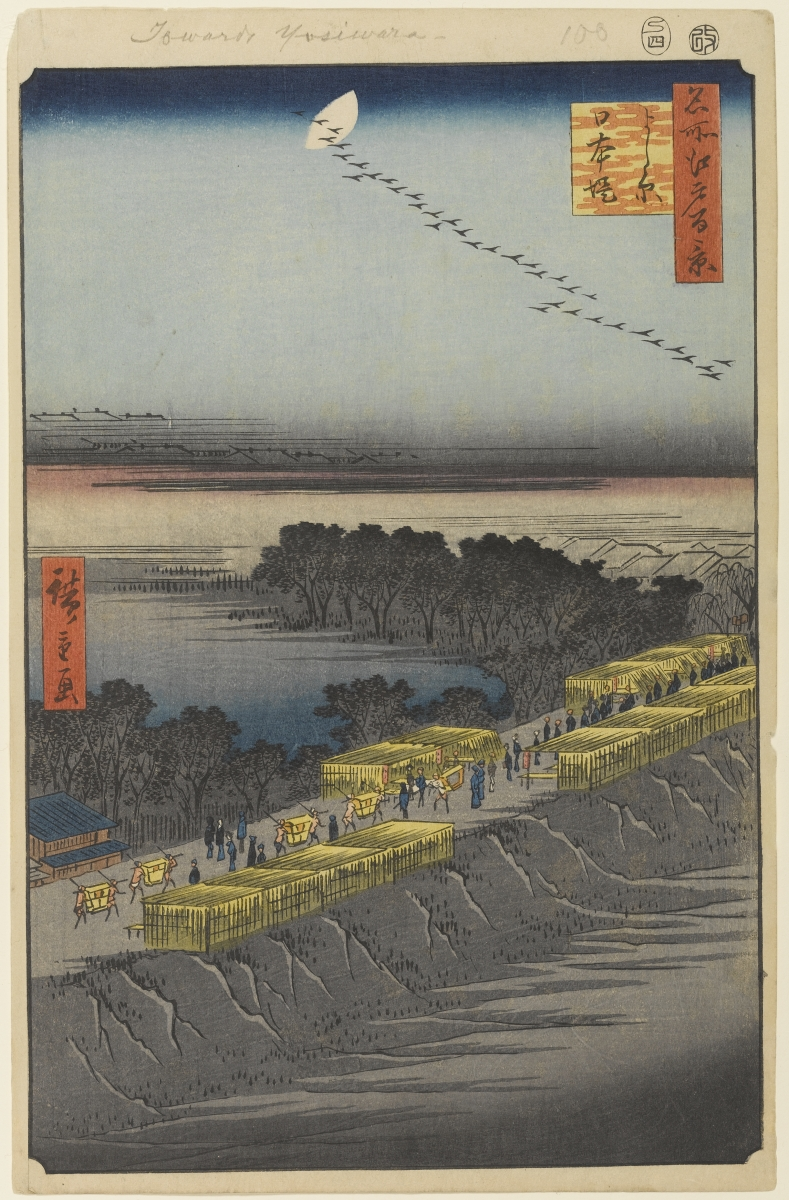
安藤廣重「名所江戶百景」所描繪的日本堤，為畫內誇張的堤防狀地型

### 地名由來
日本堤源自江戶時代初期的元和6年（1621年）建造的堤防（土手）道路，也就是現在的土手通。堤防沿著淺草聖天町今戶橋（待乳山聖天附近）至箕輪淨閑寺間的水路建造。下游的山谷堀兩岸都建有堤防，稱為「二本堤」。吉原移轉後，此地有「吉原土手」、「習慣往返的土手八丁」等名稱，人潮眾多。日本堤在1927年（昭和2年）崩壞。

### 沿革
- 1936年（昭和11年）淺草區地方今戶町、淺草田町一、二丁目、千束町三丁目、新吉原五十間町各一部分、淺草東町全域合併成立淺草區日本堤一、二丁目[1]。
- 1941年（昭和16年）今戶町、新吉原五十間町、田中町各一部分合併成立日本堤三、四丁目[1]。
- 1943年（昭和18年）下谷區龍泉寺町一部分編入三丁目、下谷區三之輪町一部分編入四丁目[1]。
- 1947年（昭和22年）劃入台東區，加上淺草冠稱為淺草日本堤一丁目至四丁目[1]。
- 1966年（昭和41年）10月1日東淺草一、二丁目、淺草五丁目、千束四丁目分離，同時淺草日本堤三丁目全部及四丁目一部分與淺草田中町二、三丁目全部、淺草山谷三、四丁目及三之輪町各一部分合併成立日本堤一、二丁目[1]。住居表示實施[1]。

## 交通
町域內沒有鐵路車站，北側有南千住站，西北側有地下鐵日比谷線三之輪站。町內巴士可達三之輪站、淺草站。

## 設施
- 淺草警察署日本堤交番 - 2008年以前稱作山谷地區交番，俗稱長毛象交番。
- 台東區立日本堤小孩家庭支援中心
- 公益財團法人 城北勞動、福祉中心  -  前身為1965年設立的「東京都城北福祉中心」[3]與「財團法人 山谷勞動中心」[6]。負責居住在山谷地區的日雇勞動者的生活諮詢、生活協助、職業介紹等[6]。
- 台東日本堤郵便局
- 康保惠乳兒保育所
- 堤兒童公園
- 土手之伊勢屋 - 以天丼聞名的料理店。1889年（明治22年）創業。
- 日本基督教團日本堤傳道所中心

## 備註
1. 1 2 3 4 5 6 7 8 9 10 11 12 13 14  『角川日本地名大辞典 13 東京都』、角川書店、1991年9月再版、PP560-561,P922。
2. ↑  住民基本台帳による町丁名別世帯人口数 平成２５年８月１日現在[永久]
3. 1 2  鈴木富之「東京山谷地域における宿泊施設の変容 ― 外国人旅行客およびビジネス客向け低廉宿泊施設を対象に ―」 （页面存档备份，存于）、『地学雑誌』第120巻3号、2011年。
4. ↑  平成15年度玉姫労働出張所施設概要 （页面存档备份，存于）、上野公共職業安定所
5. ↑  現在的淺草七丁目。『角川日本地名大辞典 13 東京都』、角川書店、1991年9月再版、P561。
6. 1 2  目的/沿革/組織図-公益財団法人城北労働・福祉センター、2012年12月22日閲覧。